# 加里翁·劳森
加里翁·劳森（英語：Jarrion Lawson，1994年5月6日—）是一名美国短跑运动员和跳远运动员。他在2012年世界青年田径锦标赛男子跳远中排名第三。他也曾获得2017年世界田径锦标赛跳远项目银牌。